# 原子未来戦
『原子未来戦』（げんしみらいせん、原題：Buck Rogers）は、1939年に公開されたフォード・ビーブ、ソウル・A・グッドカインド監督によるアメリカ合衆国のSF映画。

## 概要
フィリップ・フランシス・ノーランおよびディック・コールキンスによるコミックヒーロー物の連続活劇「バック・ロジャース」全12話が原作で、1955年7月12日劇場公開の日本版においては左記を更に90分にまで短縮編集されたが、allcinemaによれば「意外につながりよくまとまっている」と評されている。また、allcinemaは続けて、作中で用いられる撮影技術は稚拙で、懸架ワイヤーがはっきり見える重力ベルトエレベーター、どこか既視感のある洗脳ヘルメットなどを始めとしたギミックも見どころであり、「元祖スペースオペラとして、ファン必見の珍作」とまで本作を言い切っている。
本作において25世紀の未来に移動したバック・ロジャーズはTVシリーズ『キャプテン・ロジャーズ』として続編が製作された。

## あらすじ
1938年に飛行船旅行に出かけた主人公バック・ロジャーズ（ラリー・バスター・クラブ）は遭難してしまうものの、モーガン博士が考案した仮死ガスを吸い込むことで2444年に救出されるまで氷の中で500年以上も生命を保ち続けた。
バックはパトロール隊によって救出される。彼らは独裁者キラー・キング（アンソニー・ワード）支配下にある地球の秘密都市パトロール隊であり、バックはその後、独裁者キラーに対抗する都市のレジスタンス活動に参加することになる。途中で敵に捕まったりのドタバタがあるものの、最終的にはキラー・キングの支配から地球を開放することに成功する。

## スタッフ
- 監督 - フォード・ビーブ、ソウル・A・グッドカインド[3]
- 脚本 - ノーマン・S・ホール（英語版）、レイ・トランペ(Ray Trampe)[2]
- 原作 - フィリップ・フランシス・ノーラン 「バック・ロジャーズ」、ディック・コールキンス（英語版）[3]
- 撮影 - ジェローム・アッシュ[3]

## キャスト
- ラリー・バスター・クラブ（英語版） - バック・ロジャース[3]
- コンスタンス・ムーア（英語版） - ウィルマ・ディアリング（英語版）[3]
- ジャッキー・モラン（英語版） - George "Buddy" Wade[4]
- アンソニー・ワード（英語版） - キラー・カーン(Killer Kane)[3]
- C・モンターギュ・ショウ -  ヒューア博士[3]
- ヘンリー・ブランドン（英語版）[3] - Captain Laska
- Jack Mulhall - Captain Rankin
- Guy Usher - Aldar
- William Gould - Air Marshal Kragg
- Philson Ahn - Prince Tallen
- David Sharpe - Kane pilot / Hidden City sentry / Saturnian lieutenant